# Irina Suetina
Irina Suetina (Kišinev, 5 dicembre 1978) è un'ex cestista moldava.

## Carriera
Con la Moldavia ha disputato due edizioni dei Campionati europei (1995, 1997).